# مطار دبرسن الدولي
مطار دبرسن الدولي (إياتا: DEB، إيكاو: LHDC) هو مطار دولي يقع في مقاطعة هاجدو بيهار في المجر. يقع على بعد 5 كم (3.1 ميل) جنوب غرب من وسط المدينة، ويمكن أيضًا الوصول إليه بسهولة في المناطق المجاورة من رومانيا وأوكرانيا.

## شركات الطيران والوجهات
تقدم شركات الطيران التالية رحلات منتظمة وموسمية إلى المطار:
| شركـات طيـران           | الوجهات |
| ----------------------- | --- |
| لوفتهانزا               | مطار ميونخ الدولي                                                                                           |
| خطوط ترافل سيرفس الجوية | موسمي عارض: مطار خانية الدولي ‏                                                                              |
| ويز للطيران             | مطار آيندهوفن، مطار لارنكا الدولي، مطار لندن لوتن، مطار بن غوريون الدولي موسمي: مطار أنطاليا، Burgas، Corfu |